# Шоркасы (Чувашско-Сорминское сельское поселение)
Шоркасы́ (чув. Шуркасси) — деревня в Аликовском муниципальном округе Чувашской Республики. Входила в состав Чувашско-Сорминского сельского поселения до его упразднения в 2022 году.

## Физико-географическая характеристика
Расстояние до Чебоксар 52 км, до райцентра 13 км, до ж.-д. станции 36 км. Деревня расположена на левом берегу реки Сорма, в устье реки Малая Сорма. В долине реки сохранилась старица Вил Сурăм.

Климат умеренно континентальный с продолжительной холодной зимой и тёплым летом. Средняя температура января −12,9 °C, июля 18,3 °C, абсолютный минимум достигал −44 °C, абсолютный максимум 37 °C. За год в среднем выпадает до 552 мм осадков.

### Административно-территориальное подчинение
До 1927 года деревня находилась в составе Селоустьинской, Чувашско-Сорминской волостей Ядринского уезда, с 1927 по 1962 — в составе Аликовского района, в 1962—64 годах — в составе Вурнарского района, в 1964—65 годах — в составе Моргаушского района, с 1965 — в составе Аликовского района.

## Название
Краевед И. С. Дубанов, ссылаясь на работу Л. А. Ефимова «Элӗк енӗ: историпе краеведени очеркӗсем», для трёх населённых пунктов с названием «Шоркасы» в Аликовском районе приводит две версии происхождения топонима: 

1) Шур — старинное чувашское имя; 2) Шур — болото.— Географические названия Чувашской Республики.

### Прежние названия
Выселок с. Преображенское, Сорма тож; Околоток Шор-Семёнкин (1867; в церковных документах); Шоргас (Шоргас Первый и Шоргас Второй); Шор-Касы (1897); Шоркасси Сорăм (до 1927).

## История
В начале XX века функционировали водяная мельница, заведение по скупке яиц и тряпья. 

В 1928 году организован колхоз «Красный пахарь». 

Согласно архивным сведениям жители деревни являлись прихожанами Спасо-Преображенской церкви (1746; с 1795 — каменная, закрыта в 1934 году, не сохранилась) села Чувашская Сорма (Преображенское).

## Население
| 2010 | 2012 |
| ---- | ---- |
| 57   | ↗83  |

Жители — чуваши, до 1866 государственные крестьяне; занимались земледелием, животноводством, портняжным промыслом.

Число дворов и жителей: в 1795: Шоргас первый — 8 дворов, Шоргас второй — 15 дворов; Шоргас: 1858 — 33 муж., 40 жен.; 1897 — 71 муж., 69 жен.; 1926 — 40 дворов, 95 муж., 103 жен.; 1939 — 97 муж., 123 жен.; 1979 — 54 муж., 69 жен.; 1999 — 35 дворов, 85 чел.; 2002 — 28 дворов, 93 чел.: 47 муж., 46 жен.; 2010 — 26 част. домохозяйств, 57 чел.: 27 муж., 30 жен.

## Инфраструктура
Улицы: Нагорная, Овражная. В настоящее время деревня в основном газифицирована. Функционирует СХПК «Новый путь» (2010).

### Связь и средства массовой информации
- Связь: ОАО «Волгателеком», Би Лайн, МТС, Мегафон. Развит интернет ADSL-технологии.
- Газеты и журналы: Аликовская районная газета «Пурнăç çулĕпе» («По жизненному пути»)[10]. Языки публикаций: чувашский, русский.
- Телевидение: Население использует эфирное и спутниковое телевидение, за отсутствием кабельного телевидения. Эфирное телевидение позволяет принимать национальный канал на чувашском и русском языках.